# Ronciglione
Ronciglione település Olaszországban, Viterbo megyében. Lakosainak száma 8447 fő (2023. január 1.). Ronciglione Caprarola, Nepi, Sutri, Viterbo, Capranica és Vetralla községekkel határos.

## Népesség
A település népessége az elmúlt években az alábbi módon változott:
| Lakosok száma | 8604 | 8537 | 8447 |
|               | 2017 | 2018 | 2023 |